# Otvírák lahví

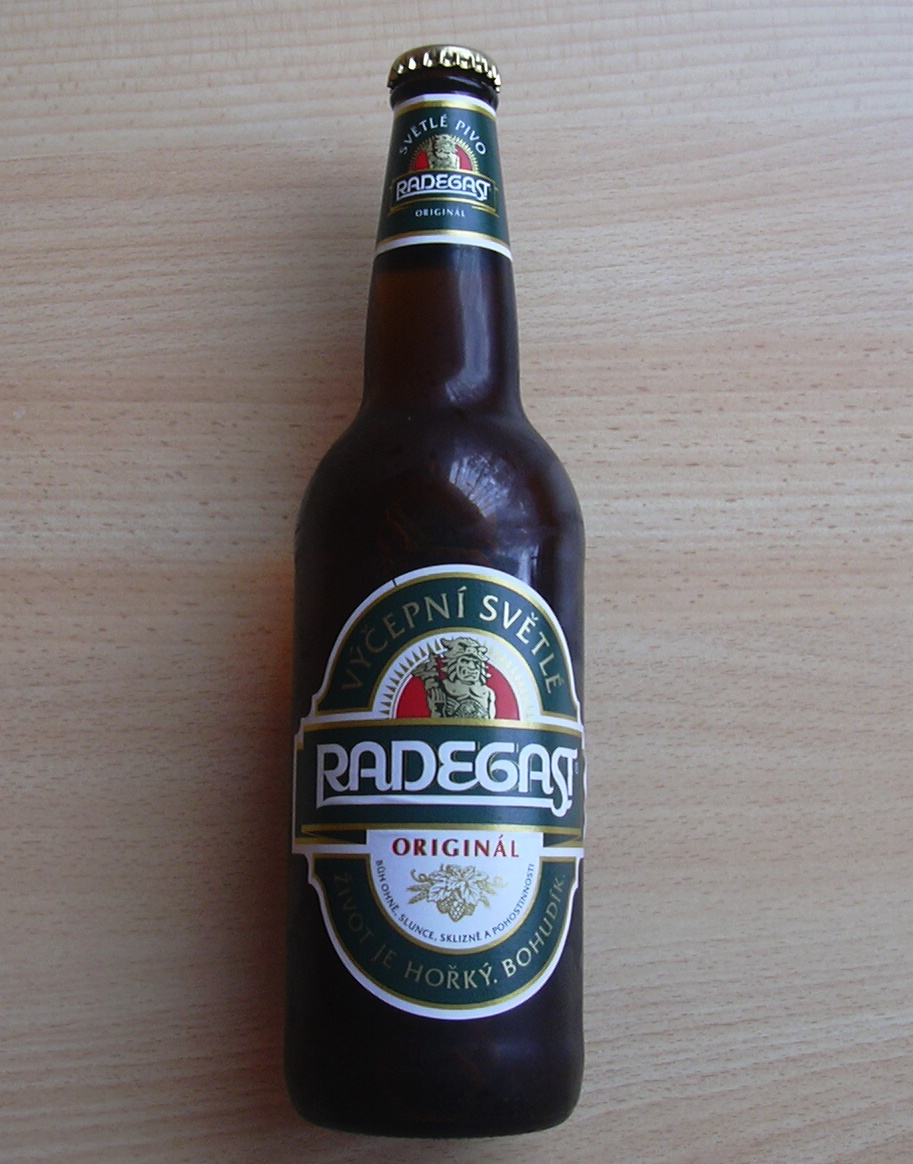
Láhev uzavřená korunkovým uzávěrem

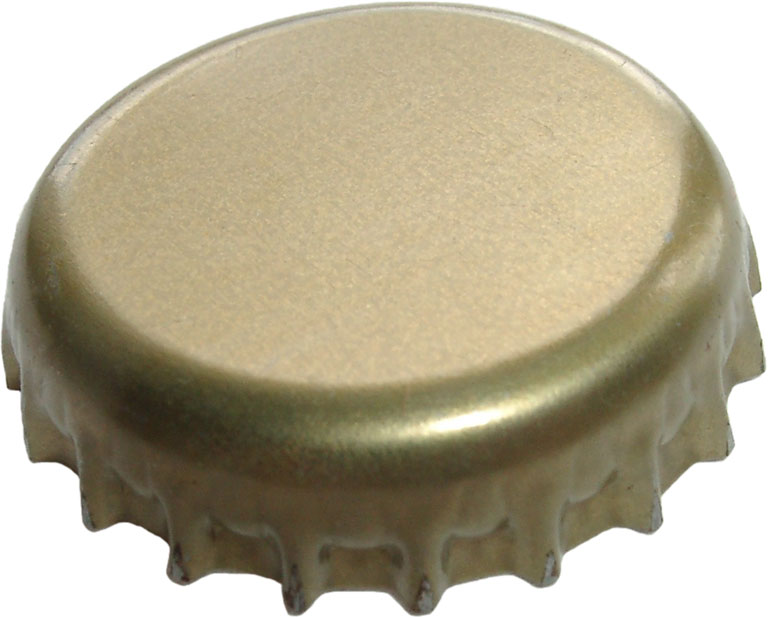
Korunkový uzávěr v detailu

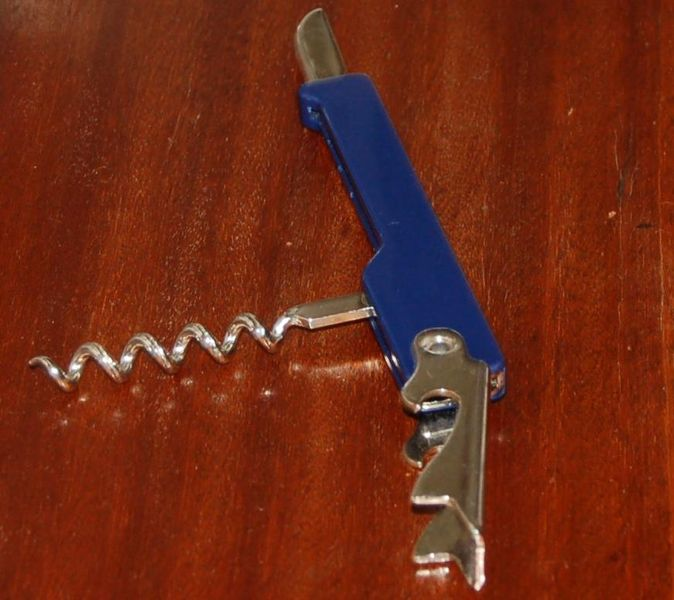
Multifunkční otvírák

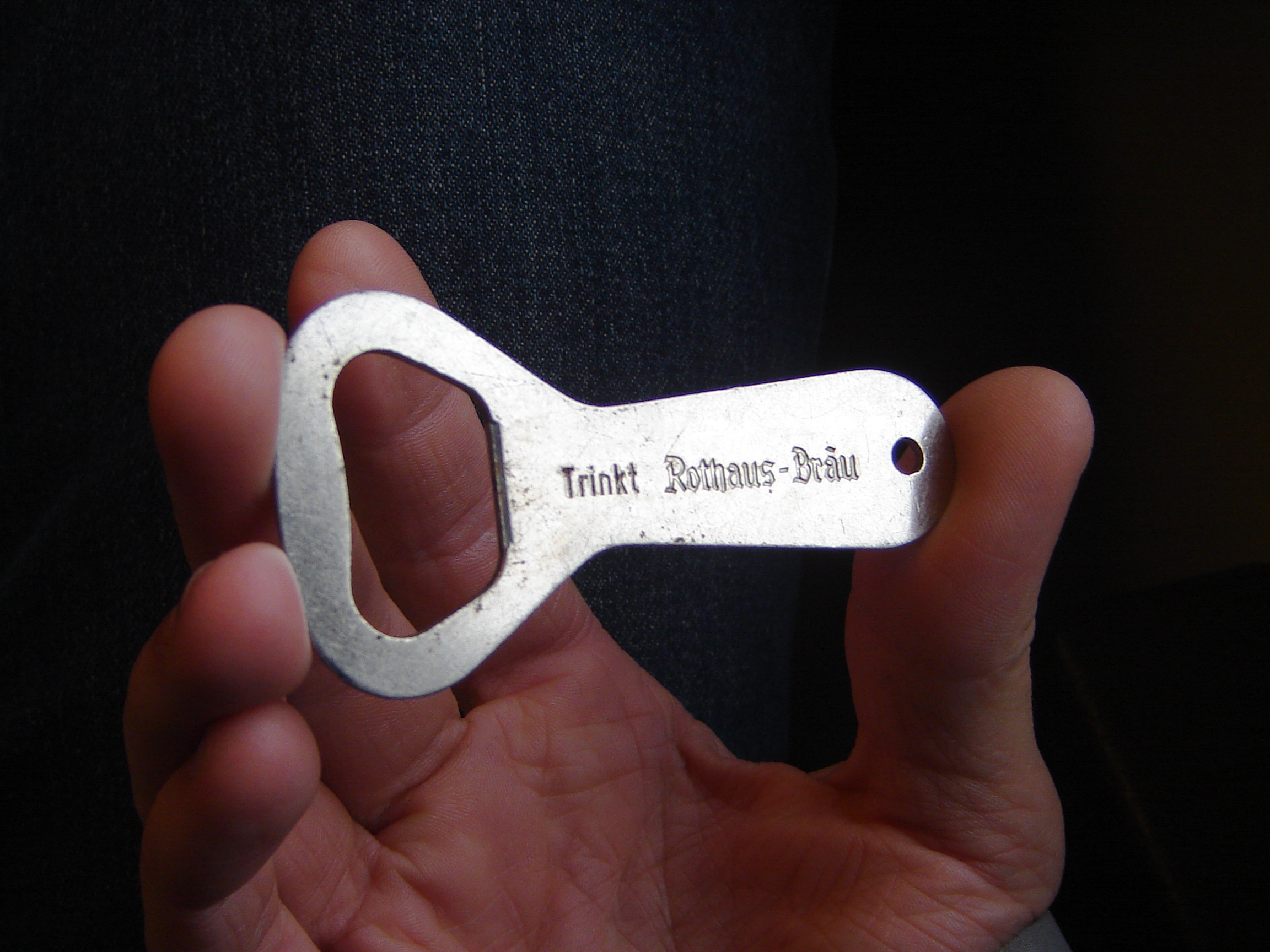
Otvírák klasického tvaru

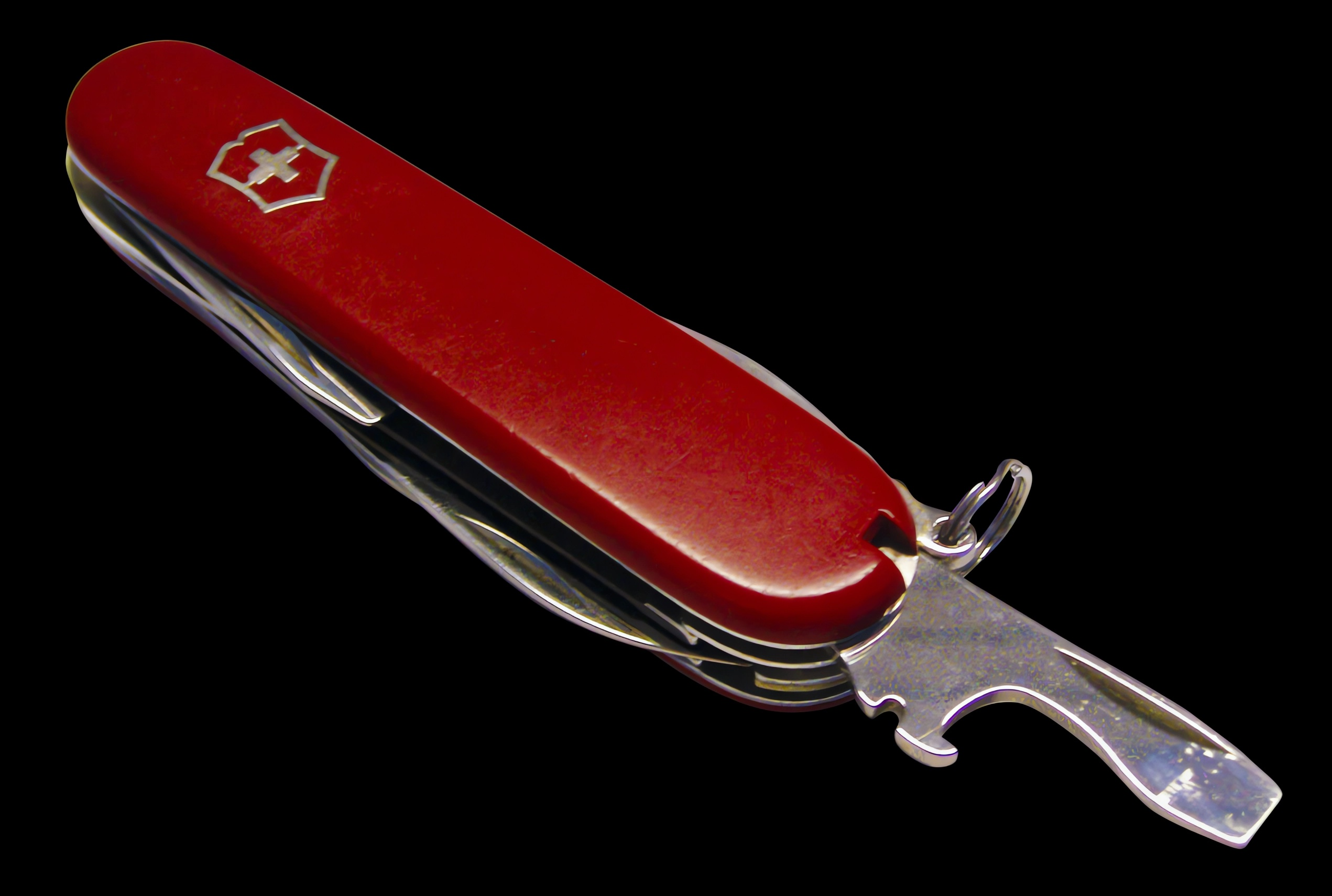
Otvírák jako součást kapesního nože

Otvírák lahví je ruční nástroj k odstraňování korunkových uzávěrů z hrdla skleněných lahví. Otvíráky se objevily současně se zavedením korunkových uzávěrů v letech 1893-94.

## Funkce a obsluha otvíráku
Láhev se otevírá tak, že k tomu určená část otvíráku zachytí několik (případně jeden) vyčnívajících vroubků korunkového uzávěru. Páčením se zoubky roztáhnou a tím uvolní sevření korunkového uzávěru; zruší tak přítlak, kterým je vnitřní pružná fložka uzávěru přitlačována k hrdlu lahve. Uzávěr, který je z tenkého plechu, snadno se zdeformuje, je pak možné sejmout. Korunkový uzávěr je jednorázový, proto se přednostně používá k uzavírání láhví s objemem vhodným pro jednorázovou konzumaci.

## Konstrukce otvíráku
Otvíráky jsou většinou konstruovány tak, aby mohly být bez úprav obsluhovány jak praváky, tak leváky. Existují otvíráky jednoúčelové, vyladěné pouze pro otevírání korunkových uzávěrů, i otvíráky multifunkční, schopné otevírat i konzervy. Nástroj, schopný otevírat korunkové uzávěry bývá často součástí kapesních (zavíracích) nožů. Prakticky všechny otvíráky mají funkční část, která je v přímém kontaktu s uzávěrem, kovovou. Jde především o kvalitní nerezovou ocel, nebo alespoň ocel galvanicky pokovenou. Běžné typy ručních otvíráků fungují na principu jednozvratné páky. Osa páky je dána opěrnou částí. To je část otvíráku nejvzdálenější od obsluhy a přikládá se přibližně doprostřed plochy korunkového uzávěru. Záchytná část nebo hák, který táhne za vroubky uzávěru musí být ve vhodné vzdálenosti, dané průměrem korunkového uzávěru. Pracovní část otvíráku je spojena s rukojetí, tvořící vlastní páku. Rukojeť má povrch ergonomicky tvarovaný, často opláštěný plastem, dřevem nebo jiným na omak příjemným materiálem. Otvíráky, které jsou součástí víceúčelových nástrojů, nemají tak pečlivě tvarované rukojeti a nejsou tak pohodlné a přesné při práci. Jednoúčelové otvíráky jsou nejčastěji konstruovány s otvorem ve tvaru zhruba kruhové výseče. Vnější část výseče se opírá o plochu uzávěru, vnitřní část, blíže k rukojeti, je tvarována tak, aby zachytila dva až tři vroubky uzávěru. Otvíráky z kombinovaných nástrojů mívají často jen tvar otevřeného háku. Opírají se o plochu uzávěru v jediném bodě a táhnou za jediný vroubek uzávěru. Odvozený typ je zdvojený hák, šířka je přesně na vzdálenost dvou vroubků na uzávěru.

## Další možnosti otevírání korunkových uzávěrů
- Na plášti prodejních automatů jednoho široce rozšířeného nealkoholického nápoje byly v době, kdy byl prodáván v lahvích s korunkovým uzávěrem, tvarové výstupky, za které bylo možné uzávěr zaklesnout a láhev otevřít
- Když není k dispozici otvírák, lze použít různé řemeslnické nářadí. Stačí, aby mělo dostatečně tenkou, rovnou plochu. Rovnou hranou zachytíme a narovnáme několik vroubků uzávěru. Práce vyžaduje zručnost a přesnost. Nemůžeme využít oporu o horní plochu uzávěru. Nejvhodnější by tedy mělo být zednické nářadí jako jsou různé zednické lžíce a špachtle. Naopak zámečnické a elektrikářské nářadí jako šroubováky a kleště jsou pro otevírání korunkových uzávěrů vyloženě nevhodné.

## Otvírák jako reklamní předmět
Výrobci nápojů plněných do obalů s korunkovými uzávěry často nechávají vyrábět otvíráky, na kterých je jejich logo natištěné nebo vylisované. Tyto dárkové reklamní předměty potom rozdávají jako ceny ve spotřebitelských soutěžích nebo přidávají jako bonus při koupi většího množství nápoje.